# Back to Me (Fantasia Barrino)
| Recensione | Giudizio |
| ---------- | -------- |
| AllMusic   |          |

Back to Me è il terzo album discografico in studio della cantante statunitense Fantasia Barrino, pubblicato nell'agosto 2010.

## Tracce
1. I'm Doin' Me – 3:56
2. Bittersweet – 3:56
3. Man of the House – 3:20
4. Who’s Been Lovin’ You – 3:38
5. Collard Greens & Cornbread – 3:51
6. Teach Me – 4:13
7. Move on Me – 4:08
8. Trust Him – 3:11
9. The Thrill Is Gone (feat. Cee-Lo Green) – 3:39
10. Falling in Love Tonight – 3:59
11. Even Angels – 4:03
12. I’m Here (dal musical The Color Purple) – 5:27

## Classifiche
- Billboard 200 (Stati Uniti) - #2[2]